# Computus Runicus

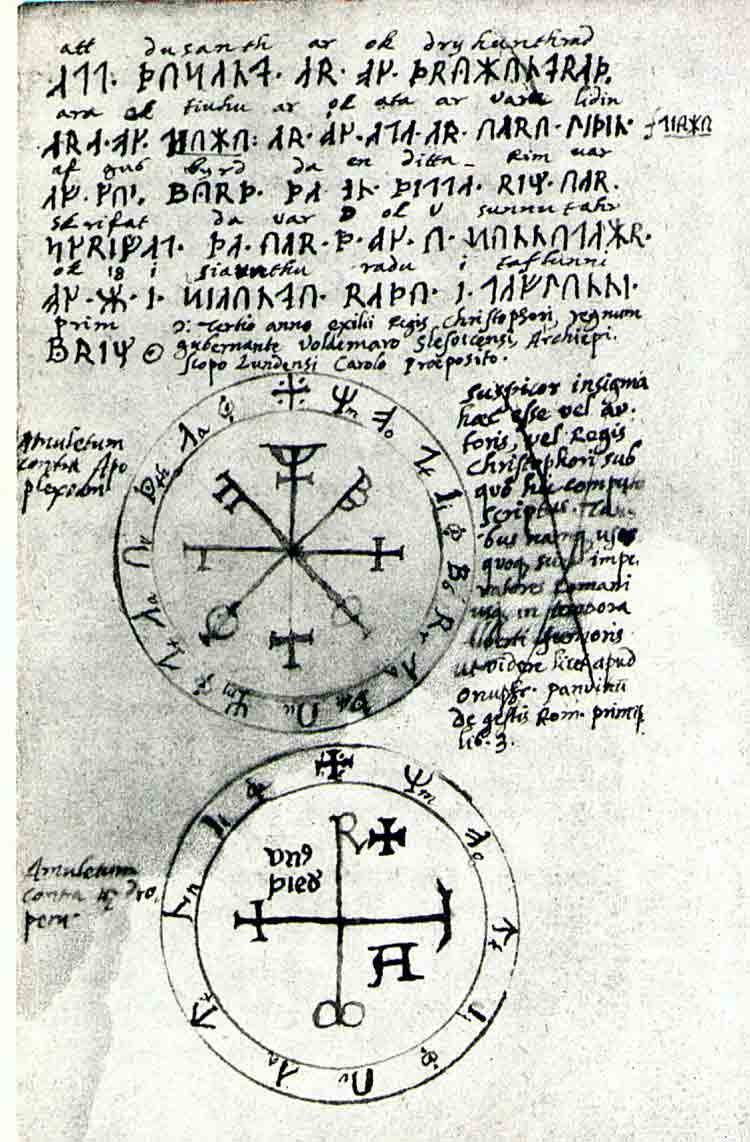
Página 21 del Computus Runicus de Ole Worm.

El Computus Runicus era un calendario rúnico elaborado en 1328 y hallado en la isla sueca de Gotland. El médico y anticuario danés Ole Worm (Olaus Wormius) (1588-1654) publicó en 1626 una transcripción/descripción del texto, llamado Computus Runicus.

## Descripción
El texto consta de las 12 páginas del calendario y una serie de páginas adicionales con explicaciones detalladas para encontrar la información utilizada en el computo medieval, incluidos los números áureos y las epactas.
El calendario está escrito en runas medievales con una glosa en latín y en algunos lugares también en sueco añadida por Worm. Sigue una disposición estándar para un calendario medieval similar a las que se encuentran en un libro de horas, con fiestas cristianas y días de santos. Worm intentó identificar algunos de los símbolos inusuales que aparecen en el calendario, entre ellos uno que marca los días de ayuno y otro que señala el comienzo de los meses del Zodiaco, que curiosamente empiezan el día 18 de cada mes en lugar de los días 20 o 21, más habituales.
Como en cualquier calendario medieval, hay una columna para los números áureos utilizados en el ciclo metónico (para encontrar la fecha de Pascua) y otra columna para las letras dominicales (para encontrar la fecha del domingo de cada semana). El 31 de enero y el mes de febrero tienen una columna adicional que se utiliza para encontrar el comienzo de la Cuaresma, mientras que marzo y abril tienen una columna adicional para ayudar a encontrar la fecha de Pascua. El autor utilizó un sistema similar de sustituciones rúnicas para las letras latinas y los números romanos que los que se encuentran habitualmente en otros calendarios rúnicos, incluido el uso de las runas adicionales Arlaug, Tvimadur y Belgthor para representar los números áureos 17, 18 y 19.